# Uran wzbogacony
Wzbogacony uran – uran, który zawiera znacznie większą ilość izotopu 235U niż uran występujący naturalnie, uzyskuje się go w procesie rozdzielania izotopów zwanego też wzbogacaniem uranu. Naturalny uran zawiera głównie izotop 238U, a 235U stanowi około 0,72% jego masy. Uran 235 jest jedynym izotopem występującym w naturze ulegającym rozszczepieniu pod wpływem neutronów termicznych.
Wzbogacony uran jest kluczowym elementem reaktora jądrowego i broni jądrowej.
Międzynarodowa Agencja Energii Atomowej kontroluje obrót wzbogaconym uranem oraz technologiami niezbędnymi do jego uzyskania w celach zapewnienia bezpieczeństwa jego produkcji, użytkowania, przetwarzania oraz rozpowszechniania.
Izotop 238U odrzucany w czasie procesu wzbogacania jest znany jako uran zubożony, zachowujący wysoką gęstość. Używany w zastosowaniach wymagających materiałów wysokiej gęstości np. do produkcji podkalibrowych pocisków przeciwpancernych.
Szacuje się, że na Ziemi istnieje (1997 r.) około 2000 ton wysoko wzbogaconego uranu, wyprodukowanego głównie do broni jądrowej, reaktorów jądrowych okrętów i w mniejszych ilościach do reaktorów badawczych.

## Rodzaje wzbogaconego uranu

### Uran wysoko wzbogacony

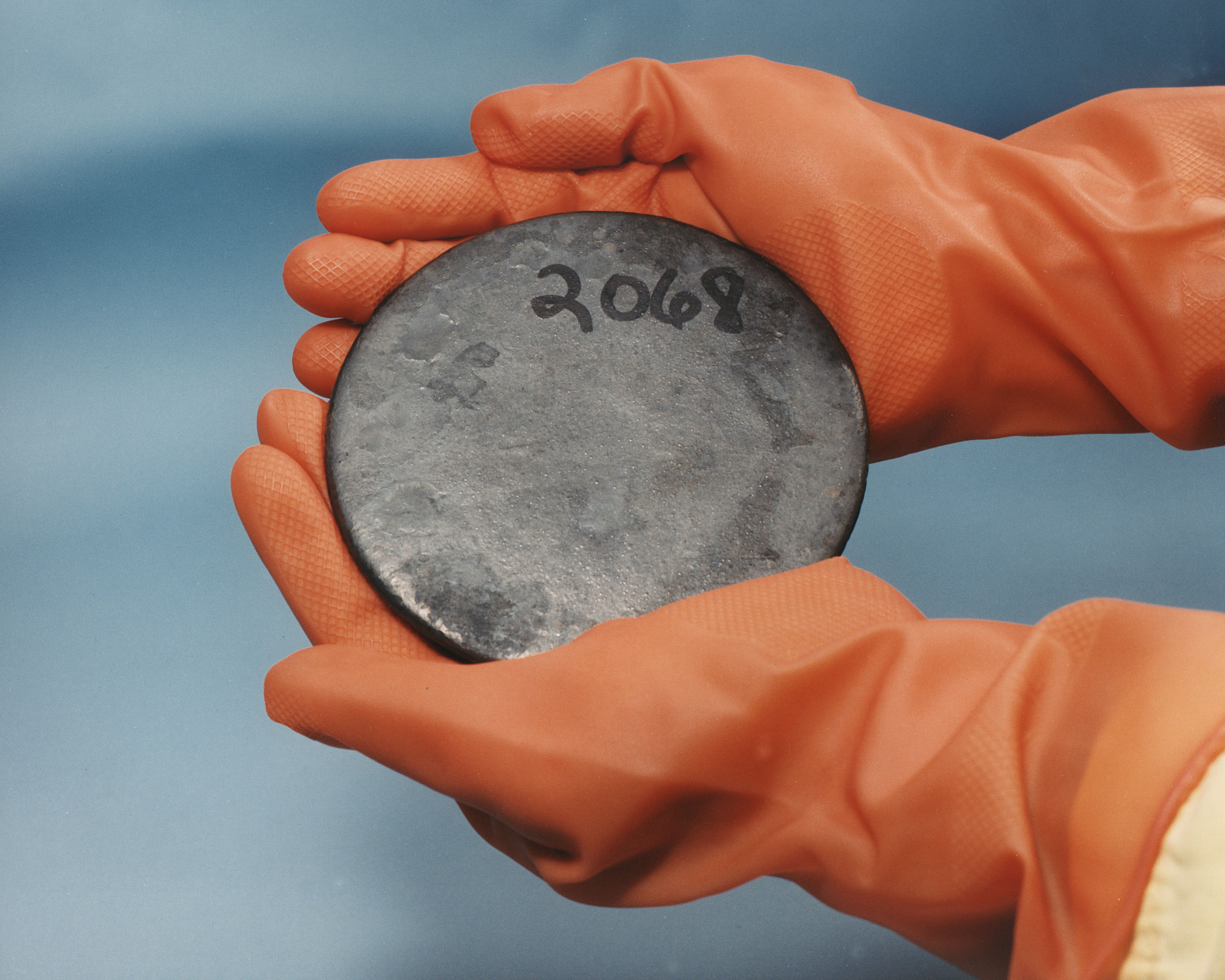
Blok wysoko wzbogaconego uranu

Uran wysoko wzbogacony (HEU, z ang. highly enriched uranium) zawiera >20% izotopów 235U i 233U.
Materiał rozszczepialny w broni jądrowej zwykle zawiera 85% lub więcej 235U i jest określany jako bojowy, w odróżnieniu od uranu o zawartości 20% 235U, nazywanego użyteczny do zastosowania militarnego, nieefektywnego z punktu widzenia zastosowań militarnych, ale umożliwiającego skonstruowanie bomby jądrowej. Pomimo znacznie większej masy krytycznej, istnieje teoretyczna możliwość wywołania eksplozji jądrowej z użyciem uranu zawierającym poniżej 20% 235U. Wraz ze zmniejszeniem stopnia wzbogacenia rośnie masa krytyczna uranu, w układzie bez moderacji neutronów dążąc do nieskończoności dla 6%. W eksperymentach nad wzbogacaniem uzyskano uran wzbogacony do ponad 97%. 
Uran wysoko wzbogacony jest także stosowany jako paliwo w reaktorach szybkich neutronów, a także jako paliwo do reaktorów okrętów podwodnych (50–90% 235U). Pierwszy prototypowy reaktor szybkich neutronów do zastosowań komercyjnych "Fermi-1" wymaga paliwa wzbogaconego do 26,5% 235U.

### Uran nisko wzbogacony
Uran nisko wzbogacony (LEU, z ang. low-enriched uranium), zawierający poniżej 20% izotopu 235U, stosowany jest w najbardziej rozpowszechnionych reaktorach wodnych. Stosowane w nich wzbogacenie paliwa waha się w granicach między 3 a 5% 235U. W reaktorach badawczych stosuje się uran zawierający 12–19,75% 235U.

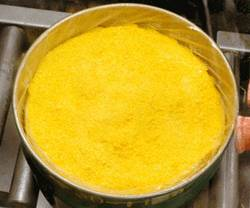
"Yellowcake" – preparat uranu nisko wzbogaconego zawierający tlenki uranu – paliwo do reaktora LWR

### Uran nieznacznie wzbogacony
Uran nieznacznie wzbogacony (SEU, z ang. slightly enriched uranium) zawiera 0,9–2% izotopu 235U.
Został on wprowadzony w późniejszym czasie, w miejsce uranu naturalnego używanego w niektórych reaktorach ciężkowodnych np. CANDU. Niewielkie wzbogacenie ułatwia sterowanie reaktorem, poprawiając bezpieczeństwo i zwiększając elastyczność operacyjną. Koszty uzyskania takiego paliwa są niższe z powodu konieczności małego wzbogacenia uranu. Pozwala to obniżyć ogólny koszt paliwa oraz zagospodarowania niewielkich ilości powstających odpadów.

### Uran odzyskany
Uran odzyskany – rodzaj nieznacznie wzbogaconego uranu uzyskanego w wyniku przetwarzania wypalonego paliwa stosowanego w reaktorach wodnych. Zużyte paliwo zawiera więcej 235U niż uran naturalny i może być tym samym używany w reaktorach wymagających uranu naturalnego.